# Škrpun
Škrpun (Scorpaena porcus) riba je iz porodice bodeljki. Sinonim joj je Scorpaena erythraea (Cuvier, 1829.). U Hrvatskoj se još naziva i škarpun, četinjak, joh, jokavec, bodeč, škarpoč, škrpoć, jokavac, jauk, moraća. Ovo je mala riba, veličine do 800 grama (najveći primjerak uhvaćen je imao 35 cm) i koja po izgledu, ali ne i boji, sliči svojoj većoj rođakinji škarpini. Škarpuna je lako prepoznati po tamnijoj, pretežito smeđoj boji tijela (može varirati gotovo do crne), dva velika mesnata »roga« iznad očiju te zbijenijoj »gubici« od ostalih vrsta iz ove porodice. Na nekim lokacijama škarpun može poprimiti i crvenkastu boju, ali nikada kao škarpina.
Živi u plićacima duž čitave hrvatske obale, zimi se povlači nešto dublje, do 50 metara dubine. Najčešće boravi u raznim procjepima obraslima travom i algama, gdje se odmara u zaklonu. Noću izlazi iz zaklona i traži plijen, tako da je teško istog škarpuna susresti u istoj rupi nekoliko dana za redom. Ponekad se znaju odmarati i na posidoniji, koja im također pruža ugodno utočište. Iako nije cijenjen kao škarpina, poznavatelji i sladokusci tvrde da je bolji i ukusniji na brujet i na gradele od veće rođakinje.
Slično kao i kod drugih bodeljki i škarpun ima otrovne bodlje. To su joj prve tri bodlje na leđnoj peraji te po jedna bodlja na kraju škržnih poklopaca sa svake strane. Ubod škarpuna je bolan, izaziva najčešće lokalne otekline, a kod osjetljivih ljudi i jaču reakciju. Budući da mu je otrov termolabilan (nešto više od temperature tijela), ubodeno mjesto treba što prije staviti u što topliju vodu.
Ova vrsta živi na istočnom dijelu Atlantika, sjevetno od Velike Britanije pa južno sve do Azora, Kanara i Maroka, kao i na cijelom Mediteranu i Crnom moru.

## Vanjske poveznice
|  | Zajednički poslužitelj ima stranicu o temi Škarpun |
|  | Wikivrste imaju podatke o taksonu Škarpun          |